# WGC - HSBC Champions 2012
Het golftoernooi WGC - HSBC Champions van 2012 werd van 1 tot en met 4 november gespeeld op de Olazabal-course van de Mission Hills Golf Club in China. Alle spelers spelen 72 holes.
Dit is de achtste editie van dit golftoernooi. Martin Kaymer verdedigde zijn titel uit 2011, maar kwam niet verder dan de negende plaats. De Engelsman Ian Poulter won het toernooi.

## Verslag
De par van de baan is 72. Peter Hanson won de week ervoor de BMW Masters in Shanghai en kwam op de tweede plaats van de wereldranglijst, achter Rory McIlroy, die niet meedoet. Als Hanson het toernooi wint, komt hij op de eerste plaats.

#### Ronde 1
Vier spelers stonden lange tijd samen aan de leiding met -6, totdat Louis Oosthuizen op de laatste hole een birdie maakte en Adam Scott, die in de laatste partij speelde, ook met -7 binnenkwam. Joost Luiten heeft een redelijke ronde gespeeld, ondanks het vele wachten op Jbe' Kruger, die voor hem speelde en een ronde van 83 maakte. Dat begon al met een triple-bogey op de eerste hole.

#### Ronde 2
Louis Oosthuizen en Ernie Els maakten een ronde van 63 en verbeterden het toernooirecord. Oosthuisen kwam hiermee aan de leiding en stond vijf slagen voor Ernie Els en Adam Scott. Alle spelers doen ook in het weekend mee.

#### Ronde 3
De grote verrassing was Brandt Snedeker, die de beste ronde van zijn leven maakte en 60 binnenbracht. Lee Westwood maakte een ronde van 61 en werd clubhouse leader. Els en Oosthuizen moesten nog vier holes spelen.
Ernie Els begon aan de derde ronde met vijf slagen achterstand op landgenoot Louis Oosthuizen, maar na een eagle en vier birdies stond Els na 14 holes gelijk met hem. Dat duurde kort, want op hole 15 maakte Els een dubbel bogey gevolgd door een bogey op hole 16. Oosthuizen maakte nog een birdie en eindigde naast Lee Westwood.

#### Ronde 4
De beste dagronde was -10 van Nick Watney, die daarmee van de 40ste naar de 16de plaats steeg. Belangrijker was de goede laatste ronde van Ian Poulter, die met een score van 65 de overwinning boekte, en zijn tweede WGC-titel. Jason Dufner maakte 64 en kwam op de 2de plaats samen met Ernie Els, Phil Mickelson en Scott Piercy, die net als Poulter met een ronde van 65 eindigde.
Colsaerts en Luiten speelden een ronde level par, wat niet veel voor de rangorde uitmaakte.
| Spelers           | Ronde 1 | Ronde 1 | Ronde 1 | Ronde 2 | Ronde 2 | Ronde 2 | Ronde 2 | Ronde 3 | Ronde 3 | Ronde 3 | Ronde 3 | Ronde 4 | Ronde 4 | Ronde 4 | Ronde 4 |
| ----------------- | ------- | ------- | ------- | ------- | ------- | ------- | ------- | ------- | ------- | ------- | ------- | ------- | ------- | ------- | ------- |
| Ian Poulter       | 69      | -3      | T16     | 68      | -4      | -7      | T12     | 65      | -7      | -14     | T4      | 65      | -7      | -21     | 1       |
| Phil Mickelson    | 66      | -6      | T3      | 69      | -3      | -9      | T6      | 66      | -6      | -15     | 3       | 68      | -4      | -19     | T2      |
| Jason Dufner      | 68      | -4      | T12     | 66      | -6      | -10     | T4      | 71      | -1      | -9      | T13     | 68      | -4      | -19     | T2      |
| Scott Piercy      | 68      | -4      | T12     | 68      | -4      | -8      | T8      | 68      | -4      | -12     | T8      | 65      | -7      | -19     | T2      |
| Ernie Els         | 70      | -2      | T19     | 63      | -9      | -11     | T2      | 69      | -3      | -14     | T4      | 67      | -5      | -19     | T2      |
| Lee Westwood      | 70      | -2      | T19     | 67      | -5      | -7      | T12     | 61      | -11     | -18     | T1      | 72      | par     | -18     | T6      |
| Louis Oosthuizen  | 65      | -7      | T1      | 63      | -9      | -16     | 1       | 70      | -2      | -18     | T1      | 72      | par     | -18     | T6      |
| Adam Scott        | 65      | -7      | 1       | 68      | -4      | -11     | T2      | 71      | -1      | -12     | T8      | 67      | -5      | -17     | 8       |
| Martin Kaymer     | 68      | -4      | T12     | 69      | -3      | -7      | T12     | 67      | -5      | -12     | T8      | 68      | -4      | -16     | 9       |
| Bill Haas         | 69      | -3      | T16     | 67      | -5      | -8      | T8      | 66      | -6      | -14     | T4      | 71      | -1      | -15     | 10      |
| Brandt Snedeker   | 72      | par     | T35     | 71      | -1      | -1      | T38     | 60      | -12     | -13     | 7       | 71      | -1      | -14     | 11      |
| Peter Hanson      | 66      | -6      | T3      | 71      | -1      | -7      | T12     | 73      | +1      | -6      | T27     | 69      | -3      | -9      | T24     |
| Shane Lowry       | 66      | -6      | T3      | 68      | -4      | -10     | T4      | 72      | par     | -10     | T15     | 75      | +3      | -7      | 32      |
| Bubba Watson      | 66      | -6      | T3      | 72      | par     | -6      | T17     | 69      | -3      | -9      | T18     | 75      | +3      | -6      | 33      |
| Joost Luiten      | 72      | par     | T35     | 72      | par     | par     | T43     | 68      | -4      | -4      | T34     | 72      | par     | -4      | T36     |
| Nicolas Colsaerts | 73      | +1      | T42     | 73      | +1      | +2      | T56     | 71      | -1      | +1      | T50     | 72      | par     | +1      | T54     |

| Leider |  | Toernooirecord |
| ------ |  | -------------- |

## Spelers
| - Thomas Aiken - Robert Allenby - Gaganjeet Bhullar - Thomas Bjørn - Keegan Bradley - Rafa Cabrera Bello - Greg Chalmers - George Coetzee - Nicolas Colsaerts - Luke Donald - Jamie Donaldson - Jason Dufner - Ernie Els - Gonzalo Fernández-Castaño - Hiroyuki Fujita - Marcus Fraser - Robert Garrigus - Branden Grace - Bill Haas - Peter Hanson | - Scott Hend - Mu Hu - Yuta Ikeda - Thongchai Jaidee - Ik-jae Jang - Dustin Johnson - Brendan Jones - Martin Kaymer (2011) - Brad Kennedy - Hyung-sung Kim - Masanori Kobayashi - Jbe' Kruger - Kenichi Kuboya - Paul Lawrie - Han Lee - Mark Leishman - David Lipsky - Shane Lowry - Joost Luiten | - David Lynn - Graeme McDowell - Prom Meesawat - Phil Mickelson (2008, 2009) - Francesco Molinari (2010) - Garth Mulroy - Toshinori Muto - Geoff Ogilvy - Thorbjørn Olesen - Louis Oosthuizen - Hennie Otto - Carl Pettersson - Scott Piercy - Ian Poulter - Julien Quesne - Alvaro Quiros - Richie Ramsay - Robert Rock - Justin Rose | - Adam Scott - John Senden - Mohd Siddikur - Marcel Siem - Jeev Milkha Singh - Brandt Snedeker - Kyle Stanley - Tadahiro Takayama - Jaco Van Zyl - Johnson Wagner - Nick Watney - Bubba Watson - Lee Westwood - Bernd Wiesberger - Danny Willett - Mark Wilson - Thaworn Wiratchant - Ashun Wu - Xin-jun Zhang |